# العزف على الكمان (فلم رسوم متحركة)
ميكي وحسب (بالإنجليزية: Just Mickey) ويُطلق عليه أيضًا اسم العزف على الكمان (بالإنجليزية: Fiddlin' Around)، وهو فيلم رسوم متحركة أمريكي قصير عام 1930 من إنتاج شركة استوديوهات والت ديزني للرسوم المتحركة وأُصدر بواسطة كولومبيا بيكتشرز كجزء من سلسلة أفلام ميكي ماوس. كان هذا هو الفيلم القصير السادس عشر لميكي ماوس الذي أُنتج، والأول في عام 1930.
الفيلم عبارة عن عرض فردي حيث يعزف ميكي ماوس على الكمان على خشبة المسرح؛ ميكي هو الشخصية الوحيدة التي تظهر في الفيلم، باستثناء الجمهور غير المرئي. أُخرج من قبل والت ديزني وهو أول فيلم كرتوني لميكي لم يخرجه أوب إيوركس. إلى جانب أفلام ميكي ماوس القصيرة الأخرى التي أُنتج في نفس العام، ومن المقرر أن يدخل فيلم ميكي وحسب/العزف على الكمان المجال العام في الأول من يناير عام 2026.

## حبكة
تنفتح الستائر، ويدخل ميكي ومعه كمانه إلى المسرح، أمام جمهور متقبل إلى حد ما. يلعب ميكي بآلته الموسيقية، حتى تغمره العواطف ويترك المسرح. يهتف الجمهور، ويعود الفأر، وبينما يعزف العازفون مرة أخرى المقياس الأخير من افتتاحية ويليام تيل ؛ يسخر منه أحد المشاغبين، ومع ذلك يعزف القطعة بنجاح كبير على الرغم من كسر آلته الموسيقية وقوسه إلى نصفين في هذه العملية. وفي النهاية تقع الستائر على ميكي.

## عنوان
في عام 2009، كشف ديفيد جيرشتاين عن نسخة أصلية من عام 1930 تُظهر اسم Fiddling Around ، مما يعني أن Just Mickey كان عنوانًا مؤقتًا.
في كتاب ميكي ماوس: التاريخ النهائي لعام 2018، كان جيرشتاين أكثر تحديدًا: "حددت العديد من مصادر المراجع الحديثة هذا الفيلم من خلال عنوانه المؤقت، Just Mickey، والذي استُخدم في بعض إعلانات بات باورز قبل الإصدار. في الواقع، ومع ذلك، فإن العنوان النهائي - الذي أُكد بموجبه حقوق الطبع والنشر للفيلم وتوزيعه بواسطة كولومبيا والإعلان عنه وعرضه هو Fiddling Around.

## استقبال
في مشروع فيلم ديزني، يتفق رايان كيركباتريك: "الشيء الذي يحافظ على اهتمامك هو تعبيرات وجه ميكي. فهو ينتقل من الانزعاج من المشاغبين، إلى الشغف بأدائه، إلى السعادة عند أداء عمل جيد من لحظة إلى أخرى، مع انتقالات طبيعية، وليس مجرد القفز من تعبير إلى تعبير، أستطيع أن أتخيل أن رسم الرسوم المتحركة يعتبر تحديًا لخلق مجموعة جديدة من التعبيرات والعواطف من خلال ميكي."